# Mariama Goodman
Mariama Goodman (født 25. december 1977) er en britisk danser og sangerinde, som har være med i pigegrupperne Solid Harmonie og Honeyz, men hun startede karrieren som danser.

## Biografi
Hun blev født Mariama Christiana N'Dure Goodman i Lambeth, London, Storbritannien. Hun startede som danser i 1995 i ITV-showet, The Ant & Dec Show, sammen med Beki Onslow. Sammen startede de pigegruppen Solid Harmonie med Melissa Graham i 1996. Mariama forlod gruppen i 1996 for at vende tilbage i midten af 1997. Først i 1999 forlod hun og Melissa Graham Solid Harmonie og Mariama gik med i Honeyz, hvor hun erstattede Heavenli Abdi. Mariama forlod Honeyz i år 2000, hun tog på turné i USA med O-Town. Siden da har der været meget stille omkring hende.

## Diskografi

### Singler
Solid Harmonie
- "Got 2 Have Ya" (1996) Kom ikke på hitlisten.
- "I'll Be There For You" (1997)UK #18
- "I Want You To Want Me" (1998) UK #15
- "I Wanna Love You" (1998)UK #20
- "To Love Once Again" (1998)UK #43

Honeyz
- "Never Let You Down" (1999) UK #7
- "Won't Take It Lying Down" (2000) UK #7
- "Not Even Gonna Trip" (2000)UK #24

### Album
Solid Harmonie
- Solid Harmonie (Jive/Sony-BMG) (1998) UK #81

Honeyz
- Wonder No. 8, Genudgivelse (1999)